# Vliegveld B.88 Heesch
Vliegveld Heesch, geallieerde codenaam B.88 Heesch, is een voormalig vliegveld uit de Tweede Wereldoorlog gelegen tussen de Nederlandse dorpen Heesch en Nistelrode. Het is in gebruik geweest van 6 december 1944 tot 18 april 1945.

## Aanleg
In oktober 1944 legde de Royal Air Force een vliegveld aan ten noorden van het Brabantse dorp Nistelrode. Nederlandse aannemers hielpen hen hierbij. Het vliegveld kreeg de codenaam Heesch B.88. Het bood onderdak aan 60 tot 80 vliegtuigen. De landingsbaan was 1000 meter lang  en 30 meter breed en verhard met geperforeerde staalpaat (PSP). 
Het vliegveld was snel klaar. Op 2 december streek de Canadese met de Spitfire Mk.IX uitgeruste 126 Wing er neer, waaronder 412 Sqn (met identificatie VZ). De vliegers van deze wing bewaakten het luchtruim. Ook gaven zij tactische luchtsteun aan het 2nd British Army, dat ten westen van de Maas lag. Die eenheid maakte gebruik van gevechtswagens, die bemand werden door ervaren vliegers. Zij loodsten de jachtvliegtuigen per radio naar een gronddoel aan het front.

## Duitse operatie Bodenplatte
Op nieuwjaarsdag 1945 begon de grootschalige Duitse operatie Bodenplatte. Dit was een actie tegen vliegvelden in Nederland, België en Frankrijk. Tijdens de operatie verschenen grote aantallen Duitse vliegtuigen in het Nederlandse luchtruim. Door de inzet van alle Spitfires van Heesch kon de RAF een vijandelijke aanval op het vliegveld voorkomen. De toestellen van de 126 Wing RCAF en de luchtafweersquadrons 2734 en 2819 schakelden een groot aantal Duitse vliegtuigen uit. De luchtoperaties vanaf Heesch duurden tot 18 april. Toen plaatsten de geallieerden de 126 Wing over naar het vliegveld Rheine. Vanaf dat moment hield B.88 als vliegveld op te bestaan.
Na de oorlog is het terrein een tijd in gebruik geweest als legerkamp. Daarna kregen de oorspronkelijke eigenaren hun grond weer terug. Rond de eeuwwisseling is op de locatie van het voormalig vliegveld de A50 aangelegd. Het midden van de landingsbaan bevond zich precies waar nu afslag Nistelrode ligt. De Vliegveldweg en een stuk betonbaan tussen de Berghemseweg en de A50, dat nu 126e Wingweg heet, herinneren nog aan het voormalige vliegveld.